# Provincia di Nouaceur
La provincia di Nouaceur è una delle province del Marocco, parte della Regione della Casablanca-Settat. 

## Geografia antropica

### Suddivisioni amministrative
La provincia di Nouaceur conta 1 municipalità e 3 comuni:

#### Municipalità
- Nouaceur

#### Comuni
- Bouskoura
- Dar Bouazza
- Oulad Salah